# 말티고개

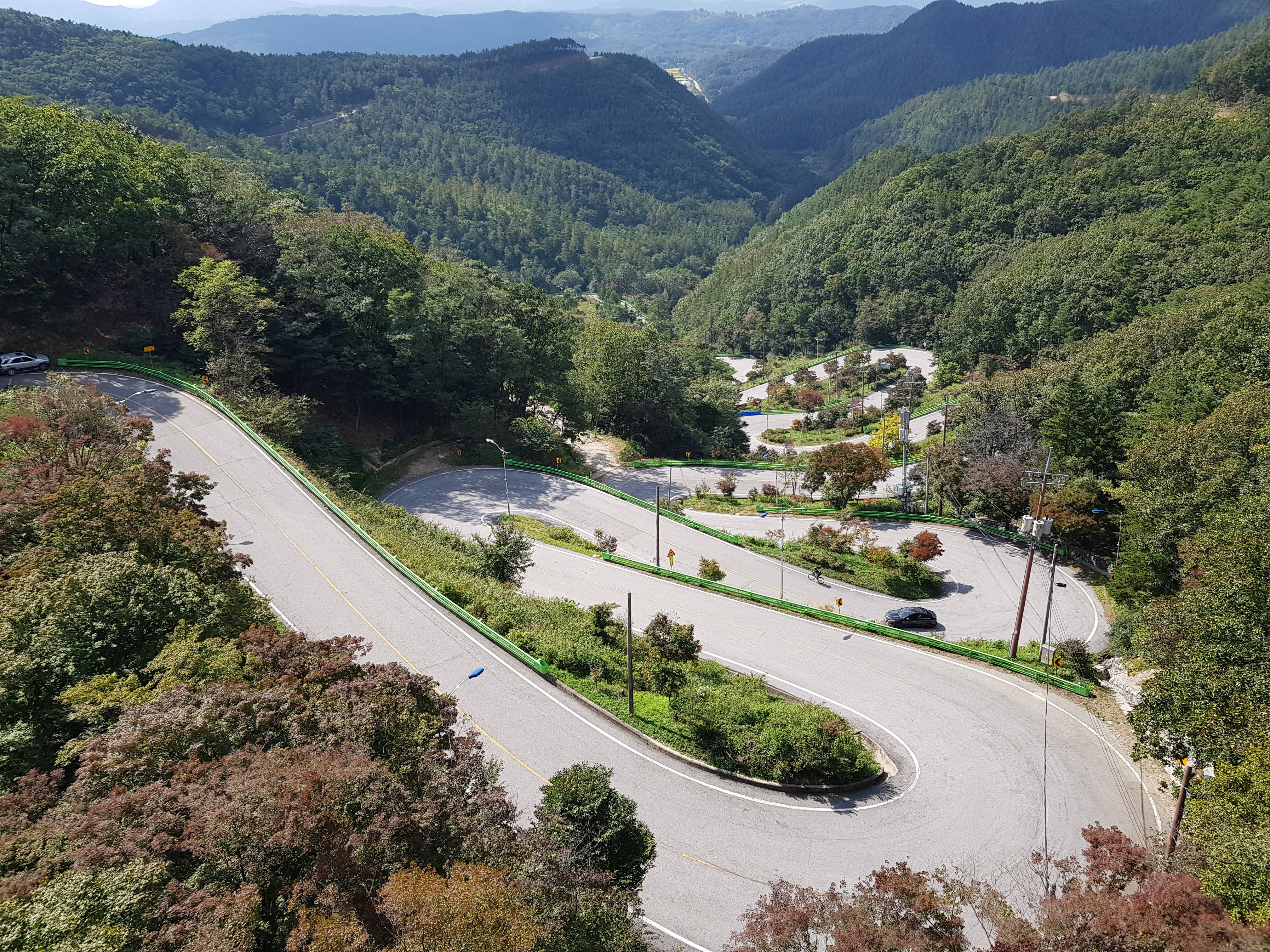
말티고개 (말티재)

말티고개 또는 말티재는 충청북도 보은군 속리산으로 가는 입구에 있는 고개로 보은군 장안면 장재리 산4번지와 38번지 일대에 위치한다. 하단부는 해발 약 270 m, 정상부는 해발 약 430 m로서 차이가 160 m 가량이나 되는 험한 고개다.

## 유래
속리산에는 오랫동안 존재한 박석 길이 유명하였다. 동국여지승람에 의하면 고려 태조 왕건이 속리산에 구경 오면서 고개를 넘어가기 위해 길을 닦도록 명하고 얇은 박석 돌을 운반하여 3~4리나 깔은 것이 시초가 되어 지금의 말티고개가 되었다는 설이 있다.
또, 조선 세조가 속리산으로 행차할 때에 속리산면 장재리에 있던 별궁(현 대궐터)에서 타고 왔던 가마를 말로 갈아탔다 하여 말티재라는 이름이 유래했다고도 한다.
다른 설에 의하면 '말'의 어원은 '마루'로서 높다는 뜻으로 말티재는 '높은 고개'라는 뜻이 된다는 설, 말 고개라는 뜻의 말티재가 되었다는 설이 있다.

## 연혁
보은군의 전승에 의하면, 고려 태조 왕건이 속리산에 거동하면서 길을 닦은 게 처음이라고 한다. 왕건의 할아버지인 작제건이 속리산에 은거하며 불경을 탐독하다가 죽었기 때문이라 한다.
그 뒤 조선시대에 세조가 속리산을 오를 때에도 진흙으로 된 길이라서 행차를 위해 얇은 박석을 운반하여 길을 정비하였다고 한다.
인도의 형태로 존재하다가, 현대적인 형태의 길로 개설된 것은 1924년이었다. 당시 충청북도지사 박중양은 사찰들을 방문하기 위해 속리산을 방문했는데 진흙탕으로 된 길에 분개하여 당시 보은군수 등을 종용하여 오르는 길을 포장하게 하였다. 이때 최초로 자동차가 오를 수 있는 길이 개통되었다.
1967년에는 도로 폭을 10~15m 정도로 확장시켰다.
험한 고개임에도 속리산과 법주사로 가기 위해 넘어야 하는 통로 역할을 해오다가, 2003~2004년 속리산 터널이 개통돼 우회로가 생긴 후로는 관광 명소로서의 역할이 더 부각되고 있다.

## 관광
말티고개를 오르는 길은 자전거, 바이크 동호인들 사이에서 12 굽이 와인딩 코스로 유명하다. 12회나 방향을 꺾어 올라가면서도 정비가 잘된 굽이 길로는 전국에서 손에 꼽힌다. 비나 눈이 오면 통행이 어렵거나 불가능할 정도로 길이 가파르고 좁기 때문에 초보 운전자는 각별히 주의를 기울여야 한다.
관광지로서의 기능이 강조되면서, 2017년 10월에는 전국 최초의 3층 터널 시설물인 백두대간 속리산 관문이 고개 정상부에 준공되었다. 1층은 차량 통행 공간이고, 2층은 행태문화 교육장과 역사문화, 사진 등의 상설 전시관으로 조성되었으며, 3층은 동물과 식물이 서식하는 자연의 공간이다. 주차장을 비롯하여 휴게실과 화장실 등의 편의시설이 설치되었다.
정상부 북쪽에는 주변 산을 걷는 말티재 꼬부랑길이 조성되었고, 남쪽에는 짚라인과 숲체험 휴양마을이 설치되어 있다.
2020년 2월에는 말티고개와 주변 경관을 조망할 수 있는 말티재 전망대가 개장하여, 사진 촬영 명소가 되었다.

## 같이 보기
- 속리산
- 법주사
- 태조 왕건
- 작제건
- 세조
- 박중양